# Pueblo wapan
El pueblo wapan (también conocido como wakari, wase o wukari) habita en los estados de Taraba, Nasarawa, Plateau, Benue y Bauchi de Nigería. Hablan wapan, una variante de las lenguas jukunoides y con sus 195.000 miembros conforman el grupo mayoritario del complejo étnico y lingüístico jukun. Tienen mayoritariamente una cultura agrícola aunque cohabitan con grupos de pastores.

## Historia
Como toda la etnia jukun su origen es incierto. Estudios lingüísticos sugieren que proceden de los territorios situados entre los montes Mandara y el lago Chad. La tradición oral islamizada sitúa un origen mítico en Yemil, al este de La Meca, de donde habrían salido los ancestros guiados por un líder llamado Agugu, quien los llevó a través del Sudán. Pero la tradición hausa señala un progenitor llamado Kororofa, origen del pueblo jukun y cuyo nombre llevará la capital del reino Jukun. En esta versión del origen jukun, el país natal estaría en el valle del Nilo o el Kordofán.
La tradición oral de los wase coincide en señalar que su país de origen estaba en Medio Oriente. De allí se abrían dividido en dos grupos que siguieron diferentes trayectos. Los que se asentaron en Mavo y Wase-Tofa se habrían dirigido a través de Kano. Mientras que los que se quedaron en Kumbur lo hicieron a través de Maiduguri.

## Territorio
Sus principales comunidades se encuentran en los estados nigerianos de Taraba (Wukari y Gassol), Nasarawa (Lafia y Awe), Plateau (Sehendam y Langtan Sur), Benue (Guma) y Banchi.

## Sociedad
La tradición oral de los wase señale que su país de origen estaba en Medio Oriente. De allí se abrían dividido en dos grupos que siguieron diferentes trayectos. Los que se asentaron en Mavo y Wase-Tofa se habrían dirigido a través de Kano. Mientras que los que se quedaron en Kumbur lo hicieron a través de Maiduguri.

## Economía
Los wapa son agricultores. Cultivan maíz, mijo, cacahuete, maíz de Guinea, ñame, arroz y frijoles. Celebran un festival anual llamado Shiwo, que celebra la llegada de la nueva cosecha.

## Religión
Las comunidades wapan  mantienen las prácticas religiosas ancestrales aunque un (94%) de la población participa en alguna iglesia cristiana.